# Іванюк Олексій
Іванюк Олексій - український художник, живе і працює в Києві.

## Біографія
Народився 1 жовтня 1988 року в містечку Пирятин Полтавської області. Закінчив Полтавський національний технічний університет імені Юрія Кондратюка на кафедрі образотворчого та декоративного мистецтва.
З 2010 року — активний учасник Всеукраїнських виставок, фіналіст міжнародного конкурсу молодих художників «Новий український пейзаж» та переможець всеукраїнської виставки «Триєнале живопису - 2013».
З 2015 року є членом НСХУ.

## Вибрані виставки
- Персональна виставка, Будинок НСХУ, м. Київ, 2014 р.,[недоступне посилання]
- Персональна виставка, галерея «Триптих», м. Київ, 2014 р., [Архівовано 5 лютого 2020 у Wayback Machine.]
- Персональний проект, «X ART-KYIV Contemporary Х», м. Київ, 2015 р., [Архівовано 18 червня 2020 у Wayback Machine.]
- Персональний проект «Небо.Край», Музей історії Києва, м. Київ, 2015 р., [Архівовано 10 березня 2022 у Wayback Machine.]
- Проект в рамках «Kyiv Art Week», Національний музей «Київська картинна галерея», м. Київ, 2016 р.,
- Персональний проект «Тиша»,  Національний музей «Київська картинна галерея», м. Київ, 2016
- Родинний проект «Лад», Музей історії Києва, 2018 p.,:  [Архівовано 22 жовтня 2020 у Wayback Machine.]
- Персональний проект «REALISM», галерея Mironova, м. Київ, 2019 р.:
- Персональний проект «FOREST/FOREVER», галерея Триптих, м. Київ, 2019 p.: [недоступне посилання]

## Огляд мистецтва
Розпочав свою мистецьку кар’єру як художник-класик завдяки академічній освіті з образотворчого мистецтва. Першими творами мистецтва були традиційні українські пейзажі, ескізи природи тощо. Ця тенденція була актуальною протягом десятиліття до останніх років. Поступова трансформація стилю та пошук засобів вираження привели автора до мінімалістичних картин з незвичайними кольоровими рішеннями та геометричними фігурами. Постійний ландшафтний ряд пропонує унікальну перспективу на непорушний вид на ліси та озера, розкриваючи суть нашої емоційної пам’яті та не намагаючись наслідувати світ таким, яким він є.
Олексій про свої твори:
«У своїх роботах я намагаюся передати відчуття побаченого. Перетворюючи, передаючи це через власне бачення. Пейзаж чи натюрморт для мене - це як жива субстанція, яка приносить мені свої емоції. Сам пейзаж надихає мене. Під час творіння я намагаюся відчути настрій пейзажу, і що б там не було, воно завжди хвилює і захоплює мене». [Архівовано 29 січня 2020 у Wayback Machine.]
Експериментальні пошуки "чогось справді мого" почалися в університеті, однак зараз використання цього методу продиктовано самосвідомістю. Те, що ви можете побачити сьогодні, - це відрив від академізму, відтворення стійкого символу, кольорових та композиційних зв’язків, спроба поєднати спогади та передчуття. [Архівовано 15 вересня 2019 у Wayback Machine.]

## Тиша
Десять живописних творів з серії робіт «Тиша» — це візуалізація настрою, душевних переживань та відчуттів художника. Автор тонко рефлексує на зміни у власному душевному стані, відчуває потребу висловлення та виявлення в новому кольорі.
Роботи Олексія сповнені внутрішнього просвітлення, душевного спокою та зосередження. Мінорні, нюансні живописні полотна чарують своєю тишею, створюють новий простір, де час зупинився і все потонуло в ледь чутній музичній симфонії природи.
"Я заплющую очі, але пишу із "широко розплющеними". Можливо, важко це осягнути, але саме так я відчуваю пейзаж. Я змінюю його, аби показати, який він насправді" — зазначає автор.

## Ліс
Що спливає у пам’яті, коли намагаєшся відновити візуальний образ лісу як такого? Чітке зображення кожного дерева чи розмиті пятна? Визначена форма розпливається, лишається лише переживання пейзажу. Втрачається фотографічність спостереження за природою, натомість у картинах постає невловима сутність людського сприйняття. Абстрактний експресіонізм, до художніх засобів якого вдається автор, допомагає розкрити самовіддачу митця почуттям та рефлексам, показати що значно інше, ніж академічний живопис. Тут можна віднайти естетику легкості та спонтанності, медитативність, подекуди навіть самоіронію — картини серії багатовимірні та спраглі до того, щоби бути дослідженими.

## REALIZM
Класичний жанр живопису — пейзаж — художник представля через призму нових художніх та експозиційних досліджень. В основі проекту лежить спостереження за різними станами пейзажу та його емоційний вплив на свідомість глядача. “Realizm” Олексія Іванюка — це тонке балансування між уявою та реальністю, між фігуративом та абстракцією, між емоцією та спогляданням. Адже пейзаж, на думку автора, це в першу чергу унікальне тональне сполучення чуттєво-емоційних хвиль. Саме тому у цих роботах художник ніби спрощує художній образ краєвиду. Відкидає деталі, очищує від усього зайвого, переводить пейзаж в абстрактну, майже супрематичну площину геометричних фігур та насичених колористичних плям. Але таке спрощення оманливе. За ним — особливий авторський стиль, бажання створити систему власного світогляду, передати чуттєвість та чистоту гармонії. Драматична мова масштабних картин, інтенсивна колористична напруженість панно, ніби зітканого з емоцій та передчуттів, заперечує будь-який декоративізм, перетворюючись на потужну симфонію злиття творчої сили людини і природи.

## NEW LANDSCAPE
Роботи цієї серії дуже різні за колористикою та навантаженням. Деякі зберігають суцільну однотонність, і позначені всього декількома елементами, які формують гравітацію картини, у той час як інші містять багато повторюваних патернів та різноманітних геометричних фігур. Такі експерименти — спроба митця донести, що художній ресурс природи як предмета вивчення та натхнення неосяжний, адже кожна з архетипічних локацій (степ, озеро тощо) жива і мінлива. Вони мають сталий характер у межах людського життя, навіть життя поколінь, одначе з часом один ландшафт заміщує інший, пустелі стають морями, а полонини — лісами. Така сукцесія органічна, і вона відбувається тисячами років. Більше того, одна і та сама місцевість вражає по-різному вдень і вночі, в різні сезони та епохи. Авторська реконструкція пейзажу як концептуального простору природних явищ і артефактів надає глядачеві змогу наново осягнути мету пейзажного живопису.

## LAKE
Око глядача може втрачати орієнтацію на цих полотнах, оскільки численні відображення неба у воді, а також розрізнені контрапункти (ватра, дах, місяць) ніби вводять сприйняття в оману. За словами автора, “немає необхідності примусити когось повірити у сюжет картини, насправді це везіння — чи пощастить направду побачити пейзаж та озеро у зображеному?”.
Озеро було до людини і буде після, воно індиферентне до поспіху та планів, воно вільне у своїй статиці та безмежне у виявах настрою — дощового, ясного, сутінкового тощо.